# 秋刀魚科
秋刀魚科或竹刀魚科，為輻鰭魚綱鶴鱵目的其中一科。

## 分布
本科魚類为海洋热带或温带上层鱼类。分布於太平洋、大西洋及印度洋海域。

## 深度
水深約0至230公尺。

## 分類
秋刀魚科下分2個屬，如下：

### 秋刀魚屬(Cololabis)
- 大吻秋刀魚(Cololabis adocetus)
- 秋刀魚(Cololabis saira)

### 竹刀魚屬(Scomberesox)
- (Scomberesox saurus)
  - 竹刀魚(Scomberesox saurus saurus)
  - 南方竹刀魚(Scomberesox saurus scombroides)
- 鐮頜南竹刀魚(Scomberesox simulans)

## 特徵
本科魚類體極延長而纖細，側扁，口小但兩頷稍延長而成尖的細長喙狀或短喙狀，下頷略突出於上頷，牙齒極細小，鼻孔一對。背鰭與臀鰭位於身體後方，均無硬棘；二鰭之後均有5至7片離鰭。腹鰭腹位，體被細小圓鱗，側線位於體側下方，接近腹面。

## 生態
屬於外洋性成群表層洄游魚類，多數分布在溫帶水域，冬季會稍往水溫較高的水域移動。若受大型肉食性魚類獵捕時，會成群躍出水面。

## 經濟利用
食用魚，在日本更是高經濟價值魚類，適合炭烤或油煎食用。